# پیتزای دیتونی
پیتزای دیتونی (انگلیسی: Dayton-style pizza) دارای پوسته نازک، ترد و نمکی است که گاهی به عنوان «پوسته تردک» توصیف می‌شود، روی آن پودر ذرت ریخته می‌شود و با یک لایه نازک از سس غلیظ شیرین نشده پوشانده می‌شود. پنیر و سایر مواد رویه آن به شدت، لبه به لبه بدون لبه بیرونی پوسته پخش می‌شوند، و پیتزای تمام شده به شکل مربع‌های لقمه ای بریده می‌شود. این سبک با سایر سبک‌های پیتزای غرب میانه که تمایل به پوسته نازک و برش مربع دارند، ویژگی‌های مشترکی دارد.